# Northumberland Park
Northumberland Park è un quartiere situato nell'area di North London, nel borgo londinese di Haringey, circa 10 chilometri a nord-est di Charing Cross.
È servito dall'omonima stazione ferroviaria.